# Kacyiru
Kacyiru est un secteur (imirenge) du Rwanda, faisant partie de la province de Kigali et du district de Gasabo.

## Population
- (en) « National Institute of Statistics of Rwanda - Dati del censimento 2012 - Pag. 85 e segg. » [archive du 17 novembre 2015] [PDF] (consulté le 18 janvier 2015)